# Edward Gal
Edward Gal (Rheden, 4 de março de 1970) é um adestrador holandês. 

## Carreira
Edward Gal representou seu país nos Jogos Olímpicos de 2012, na qual conquistou a medalha de bronze, no adestramento por equipes.